# Jesús Alfredo Guzmán Salazar
Jesús Alfredo Guzmán Salazar, surnommé El Gordo (le Gros) et « Alfredillo », est un baron de la drogue mexicain né le 17 mai 1986 à Zapopan. Fils de Joaquín Guzmán (surnommé El Chapo), autrefois considéré comme le baron de la drogue le plus puissant du monde, il est membre de haut rang du cartel de Sinaloa.

## Biographie
Alfredo Guzmán Salazar est né le 17 mai 1986 dans la municipalité de Zapopan, dans l'État de Jalisco. Il est le fils de María Alejandrina Salazar Hernández, la première épouse de « El Chapo » Guzmán, et avec qui il a également eu son frère Iván Archivaldo Guzmán Salazar, « El Chapito ». Ils partagent des rôles de leadership dans le cartel de Sinaloa et ses opérations de trafic de fentanyl, notamment la coordination du trafic de fentanyl vers les États-Unis, l’expédition de produits chimiques précurseurs du fentanyl de la Chine vers le Mexique et la collecte des recettes de la drogue pour les membres et associés du cartel de Sinaloa. Il est également responsable de la coordination du trafic d'autres substances contrôlées pour le compte du cartel de Sinaloa, notamment la cocaïne, l'héroïne, la méthamphétamine et la marijuana.
Pour protéger leur organisation, Jesus Alfredo Guzmán Salazar partage la responsabilité de la sécurité des opérations du cartel de Sinaloa. Avec leurs demi-frères Ovidio et Joaquín Guzmán López, ils sont connus sous le nom de « Los Chapitos ». Les quatre frères ont été inculpés dans plusieurs districts judiciaires au fil des ans pour des violations majeures des lois américaines sur les drogues.
Selon la Drug Enforcement Administration (DEA) des États-Unis, le cartel de Sinaloa est en grande partie responsable de l'afflux massif de fentanyl aux États-Unis au cours des dernières années.
Le 15 août 2016, il a été enlevé par des membres présumés du cartel de Jalisco Nouvelle Génération (CJNG), avec son frère Iván Archivaldo Guzmán Salazar et quatre autres personnes. L'enlèvement s'est produit à une heure du matin le lundi 15 août au restaurant exclusif El Restaurante, situé dans l'un des quartiers les plus fréquentés de Puerto Vallarta.
Le 22 août, des proches de Joaquín Guzmán Loera et des sources de la Drug Enforcement Administration (DEA) ont confirmé que les fils d’El Chapo étaient désormais libres avec les quatre autres personnes qui avaient été enlevées.
Le 4 avril 2023, un grand jury fédéral du district sud de New York a rendu un acte d'accusation contre Jesus Alfredo Guzmán Salazar et d'autres personnes les accusant de poursuite d'entreprise criminelle, de complot d'importation de fentanyl, de complot de trafic de fentanyl, de possession de mitrailleuses et d'engins destructeurs, de complot de possession de mitrailleuses et d'engins destructeurs, et de complot de blanchiment d'argent.
Le 5 avril 2023, un grand jury fédéral siégeant dans le district nord de l'Illinois a rendu un treizième acte d’accusation contre Jesus Alfredo Guzmán Salazar, Iván Archivaldo Guzmán Salazar et Joaquín Guzmán López, les accusant de  Complots d’importation, de fabrication et de distribution de cocaïne, d'héroïne, de méthamphétamine et de marijuana, possession de mitrailleuses et d'engins destructeurs et complot de blanchiment d'argent. Il a été inculpé pour la première fois dans le district nord de l'Illinois en août 2009.